# Філіпінник негроський
Філіпінник негроський (Rhabdornis rabori) — вид горобцеподібних птахів шпакових (Sturnidae). Ендемік Філіппін. Раніше вважався підвидом південного філіпінника.

## Поширення і екологія
Негроські філіпінники живуть у тропічних лісах на островах Негрос і Панай.

## Збереження
МСОП класифікує цей вид як вразливий. За оцінками дослідників, популяція Rhabdornis rabori становить від 2500 до 10 000 птахів. Їм загрожує знищення природного середовища.